# Illusztráció Erdélyben
Az illusztráció nyomtatott szöveggel társult, annak jobb megértését szolgáló kép, rajz, fénykép, ábra. Irodalmi mű esetében az alkotás mélyebb átélését a szöveggel gyakran egyenértékű művészi illusztrációk segítik. Ez utóbbiak közé már a legkülönbözőbb technikákban készült képzőművészeti alkotások sorolhatók: rajzok, metszetek, karcok, továbbá festmények és plasztikai munkák, szobrok, domborművek is.
Jelen cikk témája az erdélyi illusztrációk köre 1918 és 1989 között.

## Illusztrációk a két világháború közt
Az erdélyi lap- és könyvkiadásban, mint egyébként másutt is, a fametszetdúcokra átvitt képek vagy rézmetszetek, kőrajzok képviselték az illusztrációk kezdeti nyomdai technikáit. Festmények, szobrok reprodukcióit csak a 20. század elejétől, a maratott klisék általánosabb elterjedésétől kezdve viszik át könnyűszerrel könyveink, folyóirataink lapjaira. A vonalas rajz, a metszet, a fehér-feketére egyszerűsítő grafikai mű azonban továbbra is kedvelt műfaja maradt az illusztrációnak. A romániai magyar grafika bőven élt azzal a lehetőséggel, melyet számára az I. világháború után a folyamatosan gyarapodó könyvkiadás és folyóirat-kultúra kínált.
Képzőművészetünk jeles alkotói illusztrálták az ESZC 1925 és 1940 között megjelent 66 kiadványát, amelyekben 509 szövegkép látott napvilágot, közülük 345 a rajzok és metszetek száma, a többi reprodukció, fénykép, alaprajz, térkép és hasonmásnyomat. A céh könyveinek leggyakrabban jelentkező illusztrátorai: Kós Károly, Bánffy Miklós, Buday György, Gy. Szabó Béla, L. Krausz Ilona. E sorozaton kívül ugyanezen időszakban számos illusztrált vers- és prózakötet jelent meg; szövegképeik szerzői között van Tóth István, Kóra-Korber Nándor, majd képzőművészeink új nemzedékének tagjai közül Andrásy Zoltán.

## Folyóiratok illusztrálása
Folyóiratainkban a két világháború között a legtöbb képet a Pásztortűz és az Erdélyi Helikon közölte. Külön kiemelendő Benedek Elek lapja, a Vasárnapi Újság, melynek közleményeihez, rovataihoz Kós Károly készítette a rajzokat. A Minerva nyomda reprodukciós technikájának korszerűsítése (az 1920-as évek közepén) lehetővé tette, hogy az itt nyomott lapok és folyóiratok (különösen a Pásztortűz) egyre több szövegképet tegyenek közzé. Irodalmi alkotáshoz, értekező prózához nem mindig társítottak a szöveggel együtt létező illusztrációt, hanem csak az írás hangulatához találó képzőművészeti munkát. Ez a gyakorlat máig is jellemzi lapjainkat, s ilyenformán a reprodukált képek csak több-kevesebb joggal, olykor határesetet képezve tekinthetők illusztrációnak. Ugyanakkor e képek képzőművészetünknek valóságos galériáját mutatják fel. Helyet kaptak benne a nagybányai művésztelep alkotói s olyan jeles erdélyi művészek, mint Nagy István, Szolnay Sándor, Nagy Imre, Szervátiusz Jenő, Gy. Szabó Béla, Bordi András, Nagy Albert, Mohy Sándor, Miklóssy Gábor.

## Illusztrációk a II. világháború után
A II. világháborút követően a JBA adott ki illusztrált könyveket, majd az Állami Irodalmi és Művészeti Kiadó folytatta tovább ezt a hagyományt. Szövegképes kiadványokat jelentetett meg magyar nyelven az Ifjúsági (később Ion Creangă) Könyvkiadó, a Tanügyi és Pedagógiai Könyvkiadó s nem utolsósorban a nemzetiségi irodalom kiadását felelősségteljesen továbbvivő Kriterion. Műszaki szerkesztőik közül Tóth Samu, Bálint Lajos, Hlavathy Lajos és Deák Ferenc tett különösen sokat azért, hogy illusztrált köteteik magas művészi színvonalon és a legrátermettebb grafikusok foglalkoztatásával kerüljenek el az olvasóhoz. Folyóiratok szerkesztőségei is hatékony ösztönzői lettek az illusztrációs munkának. Az Utunk, Igaz Szó, Korunk, Napsugár, Dolgozó Nő, Új Élet, Művelődés, Pionír, Jóbarát maga köré tudta gyűjteni a szövegképek készítésére kedvvel vállalkozó, sokszor még a főiskolák padjaiból jelentkező képzőművészeket. Több lap állandó grafikai szerkesztőként alkalmazott illusztrátorokat. Árkossy István, Cseh Gusztáv, Csutak Levente, Deák Ferenc, Plugor Sándor, Soó Zöld Margit, Turós László, Walter Frigyes helyezkedett el lapoknál, folyóiratoknál.
Az alkalomszerűen felkért illusztrátorok hosszú névsorából a rendszeresebben jelen levőket emeljük ki: Abodi Nagy Béla, Andrásy Zoltán, Baász Imre, Bardócz Lajos, Bene József, Feszt László, Finta Edit, Haller József, Nagy Imre, Paulovics László, Rusz Lívia, Surány Erzsébet, Gy. Szabó Béla, Tollas Júlia, Tóth László, Unipan Helga.